# Michel Louyot
Pour les articles homonymes, voir Louyot.
Œuvres principales
- Lorraine
- Un chouan lorrain
- Olya

Michel Louyot, né le 28 septembre 1938 à Pont-à-Mousson, est un écrivain français.

## Biographie
Michel Louyot commence sa carrière professionnelle comme professeur de lettres en Moselle et la poursuit durant plus de trente années en Europe centrale et orientale puis en Extrême-Orient sur l'île de Kyūshū en occupant diverses fonctions : lecteur, attaché et conseiller culturel. 
Il reçoit le prix Erckmann-Chatrian, le « Goncourt lorrain », le 7 novembre 2016.

### Famille
Michel Louyot est le petit-neveu du peintre Edmond Louyot auquel il a consacré une monographie. Le père de Michel Louyot, Lucien Louyot, a reçu à titre posthume le titre de Juste parmi les nations. Michel Louyot est le père du poète Alcide Mara.

## Œuvre
L'identité « austrasienne » revendiquée par l'auteur, si elle est de fantaisie, comme l'est la Septimanie de Valery Larbaud, n'en est pas moins ancrée dans l'histoire à laquelle cet « homme de l'Est » reste attaché. La mémoire imaginante est en effet la définition que donne Michel Louyot de la fonction créatrice et ce, dans le sillage de Sohravardî, le mystique persan. Prose poétique, brefs romans initiatiques et récits imprégnés d'un humour léger caractérisent une œuvre qui se poursuit, en marge des modes, entre clair et obscur, vers une sorte de réalisme magique.
Les archives littéraires de l'auteur entrent en mars 2016 dans les collections de la Bibliothèque universitaire de Strasbourg et ses archives professionnelles sont déposées à la Bibliothèque de la Direction des Archives du ministère des Affaires étrangères à La Courneuve depuis le 20 juin 2016.

## Publications

### Essais
- Roumanie, éditions du Seuil, coll. « Microcosme. Petite planète », no 45, 1973.
- Un peintre entre Allemagne et France : Edmond Louyot, 2003, suivi de La Chaise percée, Strasbourg, chez Michel Louyot, 2003[3]  (ISBN 2-9524682-1-4).
- Petite Planète roumaine, éditions M.P.E., 2013  (ISBN 978-2-34200-067-2).

### Poésie
- Sous le nom de Louis Malroy[4], Chemin faisant, recueil de poèmes, Baslieux, éditions J. Vodaine, 1974, 26 f. - 5 f. de planches ill. par Jeannette Thiam.

### Théâtre
- Berlin, un mur, une fugue, un arbre, farce composée d'amusettes, impression Gautheron, 1979.

### Romans
- Lorraine, éditions Bernard Grasset,1988 (ISBN 2-246-41071-1) - Roman figurant dans la sélection pour le Prix Goncourt.
- La Main aux algues, éditions Bernard Grasset, 1992  (ISBN 2-246-46101-4) - Roman figurant dans la sélection pour le Prix Goncourt
- Nuit de Meuse, éditions Jean-Claude Lattès, 2002[5] (ISBN 2-7096-2338-2).
- Le Violon de neige : roman psychologique, éditions Publibook, 2008 (ISBN 978-2-7483-4271-0) - Traduction : The Snow Violin, translated by Catherine Cauvin-Higgins, Leaky boot press, 2014 (ISBN 978-1-909849-10-5).
- Olya, Ateliers Henry Dougier, 2019  (ISBN 979-10-312-0471-0).
- Un café au soleil, éditions Complicités, 2020 (ISBN 978-2-35120-305-7).

### Livres pour la jeunesse
- Le Noël de Petit Roux, avec des illustrations de Rémy Gastambide, éditions L'Harmattan, coll. « Jeunesse-L'Harmattan », 1994 (ISBN 2-7384-2880-0) - Les textes en français sont traduits en arabe par la journaliste Anissa Barrak.

### Nouvelles
- Impressions papier hanji, éd. L'Atelier des cahiers, 2011.
- Le Jardin de Shaoxing, 2012  (ISBN 978-2-7483-8981-4).
- « La Langue de l'ennemi », Asaru cinéma, no 10, 2013.

### Récits
- L'Ange de Bucovine, éditions M.P.E., 2011  (ISBN 978-2-7483-6779-9) - Prix Grenzen Fliessen.
- Le Mouton à la porte rouge, Gérard Louis éditeur, 2012 (ISBN 978-2-35763-044-4) - Prix de l'Académie nationale de Metz.
- Le Chat de Mara, témoignages, éditions M.P.E., 2014  (ISBN 978-2-34202-529-3).
- Un chouan lorrain - Prix Erckmann-Chatrian 2016 ; nouvelle édition suivie d'un Essai sur la mitoyenneté, Éditions Jalon, 2022   (ISBN 978-2-491068-51-6).
- Le Voyage en Prusse, Éditions Complicités, 2017 (ISBN 978-2-35120-097-1).
- Le Miroir du Lindre, Éditions Jalon, 2021  (ISBN 978-2-49106-830-1).
- Le Parapluie bleu, Éditions Jalon, 2021  (ISBN 978-2-49106-831-8).
- La chambre de Prague, 2022, (ISBN 978-2351204450 )
- Le pommier de Sakhaline, Éditions Jalon, 2023  (ISBN 978-2-49106-855-4) - Prix du livre Musimots.
- Si je vous dis Jitomir, Éditions Complicités, 2023  (ISBN 978-2-35120-598-3).
- La Lettre de Corée, 1999 ; nouvelle édition, Éditions Jalon, 2024  (ISBN 978-2-491068-72-1).
- Chapeau de paille et coquelicots, Éditions Jalon 2024  (ISBN 978-2-49106-880-6).
- Comme un premier bourgeon d'avril, éditions La Valette/Salvator 2024,  (ISBN 979-10-915907-5-4)
- Derrière le rideau 1967-1989, récit, Éditions Complicités (ISBN 979-10-915907-5-4)

### Publications en revues
Michel Louyot a apporté  sa contribution aux revues : Les Cahiers de l'Est, La Revue lorraine populaire, La Règle du Jeu, Hauteurs, Les Voix (revue franco-japonaise), Les Cahiers de Corée, La Revue alsacienne de littérature, Inie Berega (revue moscovite), Carnets, Revista electronica de estudos franceses, Asaru, Revue algérienne de cinéma, Phoenix, Затесь (revue littéraire sibérienne).